# کی دسته گل به آب داده؟
کی دسته گل به آب داده؟ فیلمی به کارگردانی و نویسندگی نصرت‌اله وحدت محصول سال ۱۳۵۲ است.

## داستان
محمود و همسرش پروین پس از هشت سال از گذشتن زندگی مشترکشان بچه دار نمی‌شوند. دارو و درمان نیز بی‌نتیجه است، تا این که گل اندام ـ همسر صیغه ای رجب، پیشکار محمود، بچه اش را جلو خانهٔ محمود می‌گذارد. پروین به خیال این که بچه حاصل خیانت محمود به او است از محمود تقاضای طلاق می‌کند. خانوادهٔ محمود با استفاده از این موقعیت دختر یکی از خویشان خود را به نام زری برای محمود خواستگاری می‌کنند. رجب، که از وضع به وجود آمده نگران و شرمنده است، ماجرای فرزندش را برای پروین بازگو می‌کند، و پروین که متوجه اشتباهش شده‌است، به یاری رجب، مانع ازدواج محمود و زری می‌شود و دوباره با محمود پیمان زناشویی می‌بندد.

## بازیگران
- نصرت‌اله وحدت
- رضا ارحام صدر
- ژاله کریمی
- داریوش اسدزاده
- توتیا
- مهران صدری
- ایران شمس
- مهدی قلی صفاپور
- مجید شهباز
- شهره ریاستی
- فرشته
- بختیاری
- فتوحی
- سرور رجایی